# Sjung in ljus i alla städer
Sjung in ljus i alla städer är en psalm vars text är skriven av Shirley Murray och översatt till svenska av Maria Küchen. Musiken är skriven av Colin Gibson.

## Publicerad som
- Nr 841 i Psalmer i 2000-talet under rubriken "Människosyn, människan i Guds hand".